# Chaerophyllum atlanticum
Chaerophyllum atlanticum är en flockblommig växtart som beskrevs av Ernest Saint-Charles Cosson och Jules Aimé Battandier. Chaerophyllum atlanticum ingår i släktet rotkörvlar, och familjen flockblommiga växter. Inga underarter finns listade i Catalogue of Life.